# Changi Airport (metrostation)
Changi Airport (Maleis:Stesen MRT Changi Airport; Mandarijn:樟宜机场; Tamil:சாங்கி விமானநிலையம்) is een ondergronds metrostation van de metro van Singapore: het MRT aan de East West Line (EWL). Zoals de naam al aangeeft bedient het station de Internationale luchthaven Changi. Het ligt in Changi in de East Region van de stadstaat Singapore. Changi Airport is de terminus van een aftakking van de EWL, die in het uiterste oosten van Singapore, in 2002 werd gerealiseerd: de Changi Airport uitbreiding. Deze uitbreiding is bij metrostation Tanah Merah op het hoofdtraject aangesloten (zie kaartje hiernaast).
Het station ligt tussen Terminal 2 en Terminal 3 van de luchthaven.
In de luchthaven wordt de route aangegeven met het begrip "Train to city", het begrip MRT staat alleen in het klein hieronder aangegeven.

## Geschiedenis
De luchthaven functioneerde van 1981 tot 2002 zonder aansluiting op het metronet. Passagiers konden naar het stadscentrum met busverkeer en taxi's. Er werd groen licht gegeven voor de zijtak met de opening van de evenementen- en congreshal Singapore Expo in de onmiddellijke omgeving van de luchthaven. Deze wordt ook via de uitbreidingstak aangedaan.

## Trivia
- Changi Airport heeft het ruimste perron van alle MRT-stations in Singapore.
- Het personeel van de informatie-balie heeft een lijst waarop elk hotel in de stad te vinden is.[1]

## Galerij

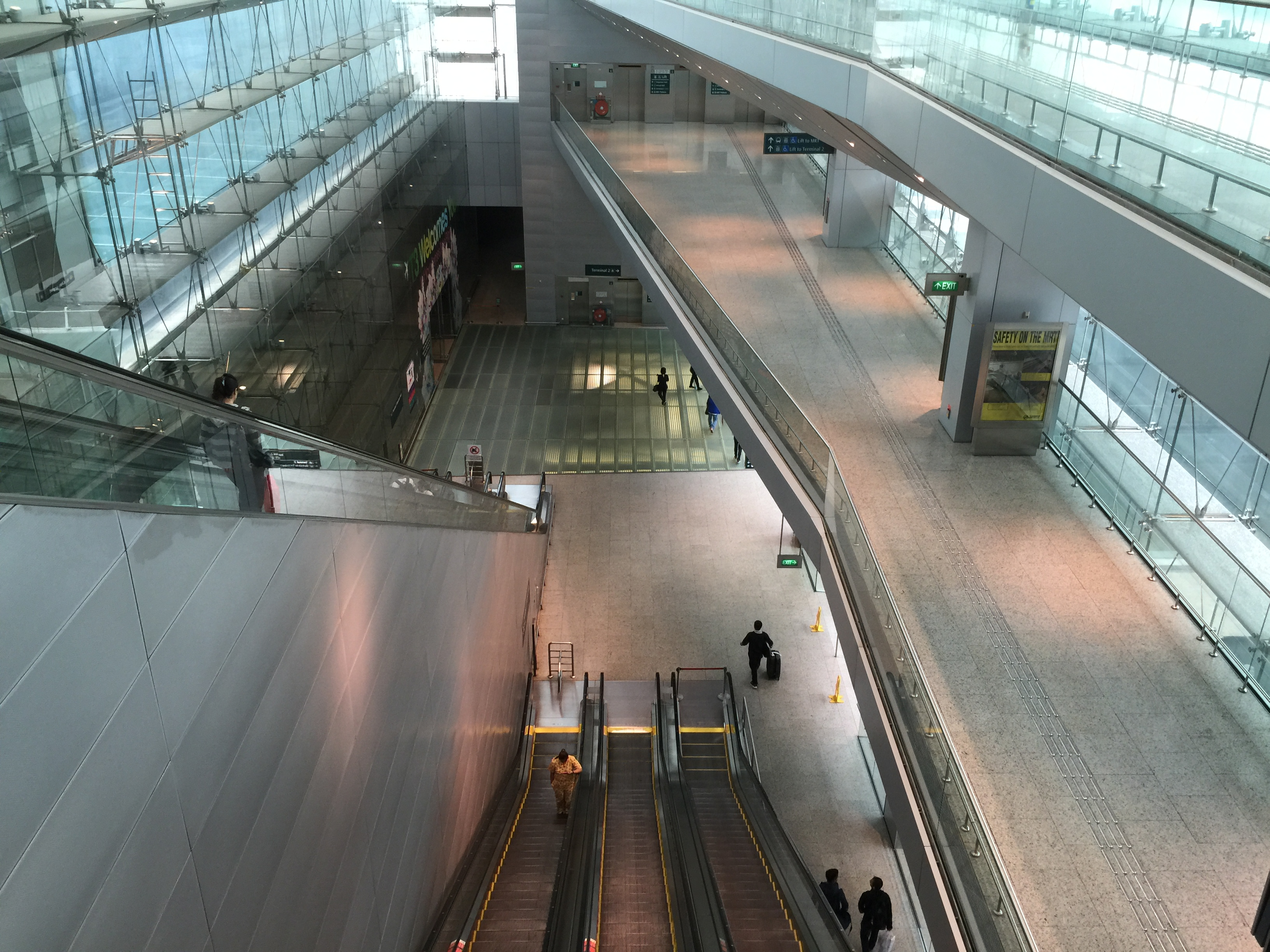
Ingang
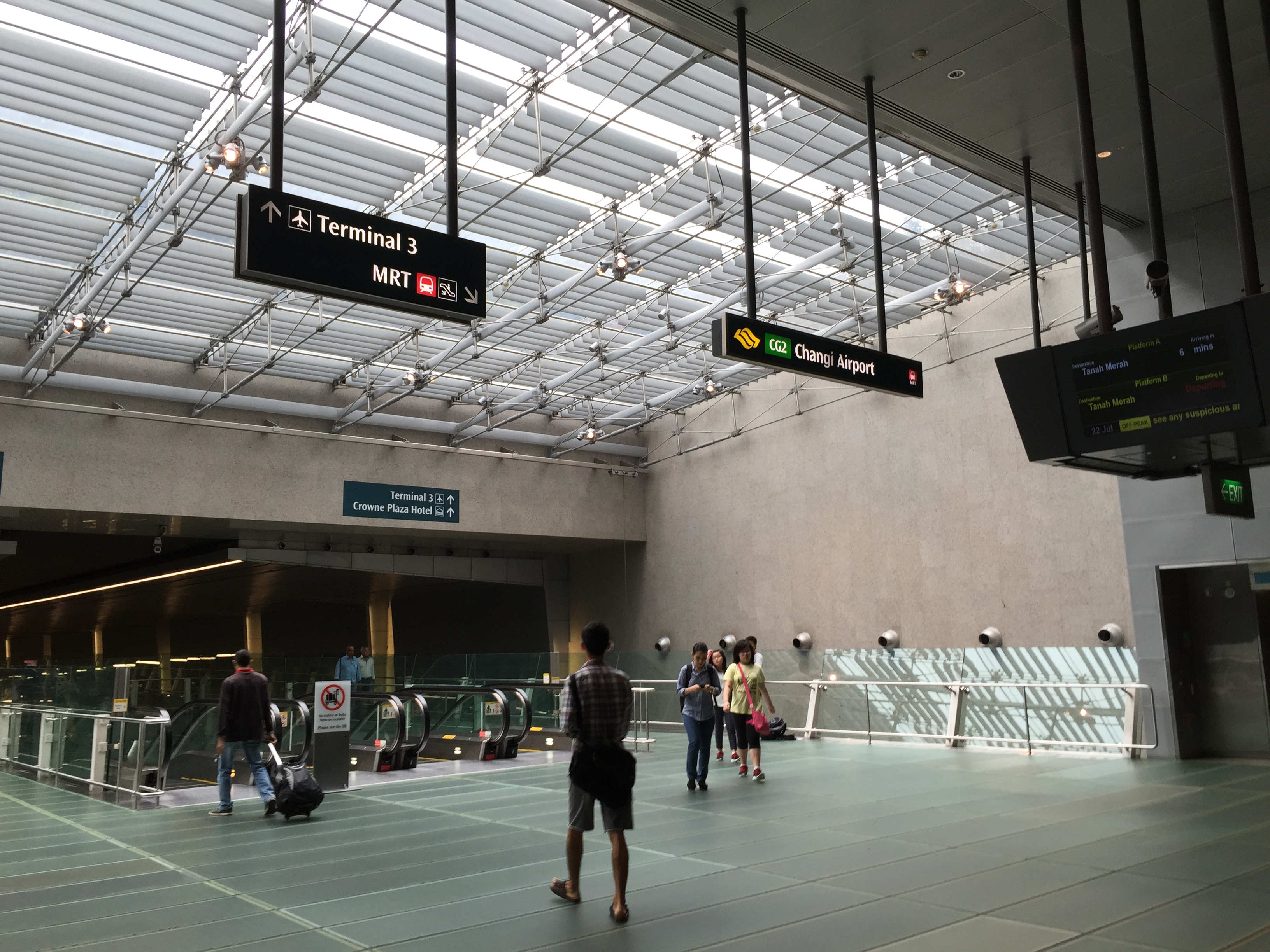
Ingang en verbinding naar Terminal 3
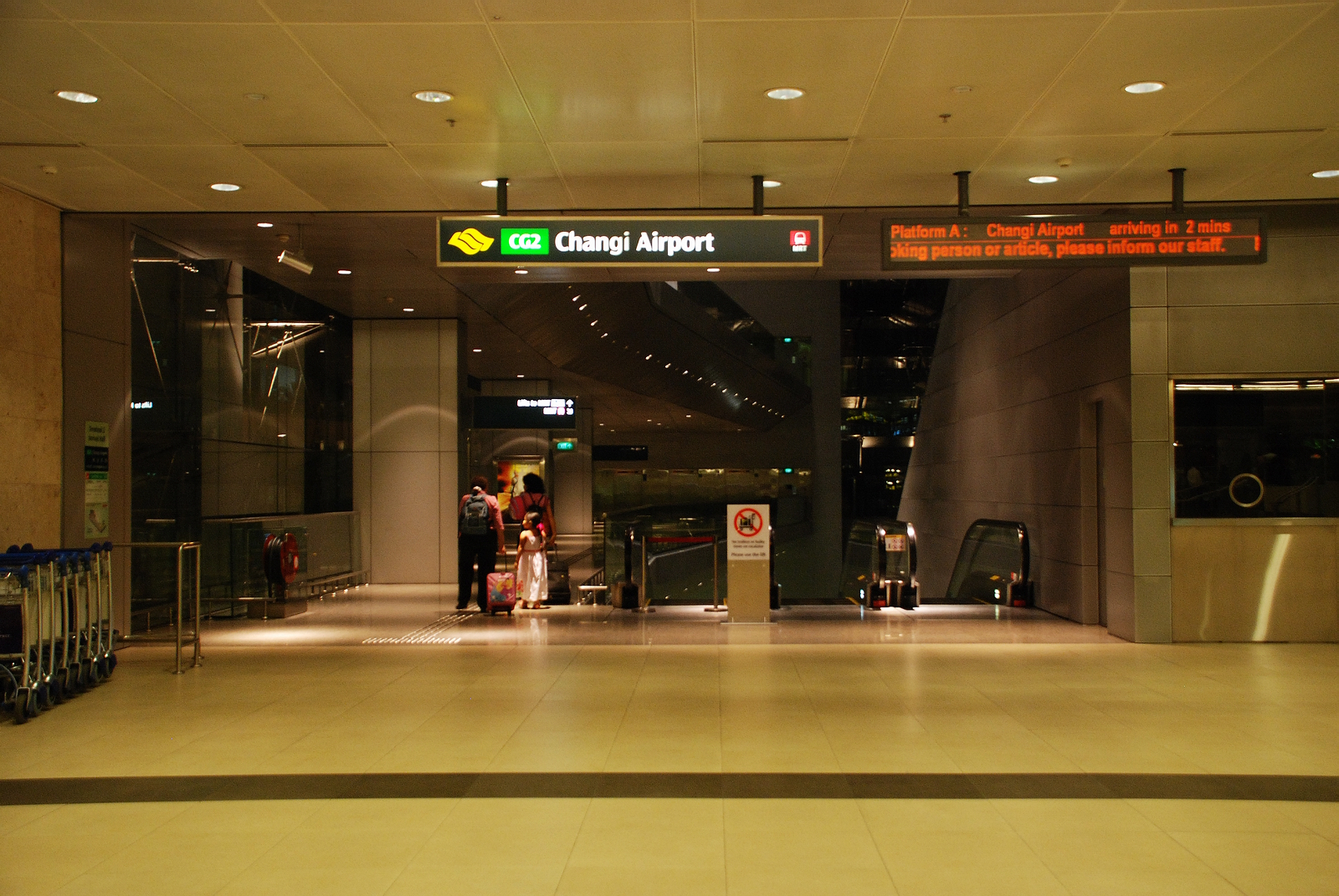
Ingang vanuit Terminal 2
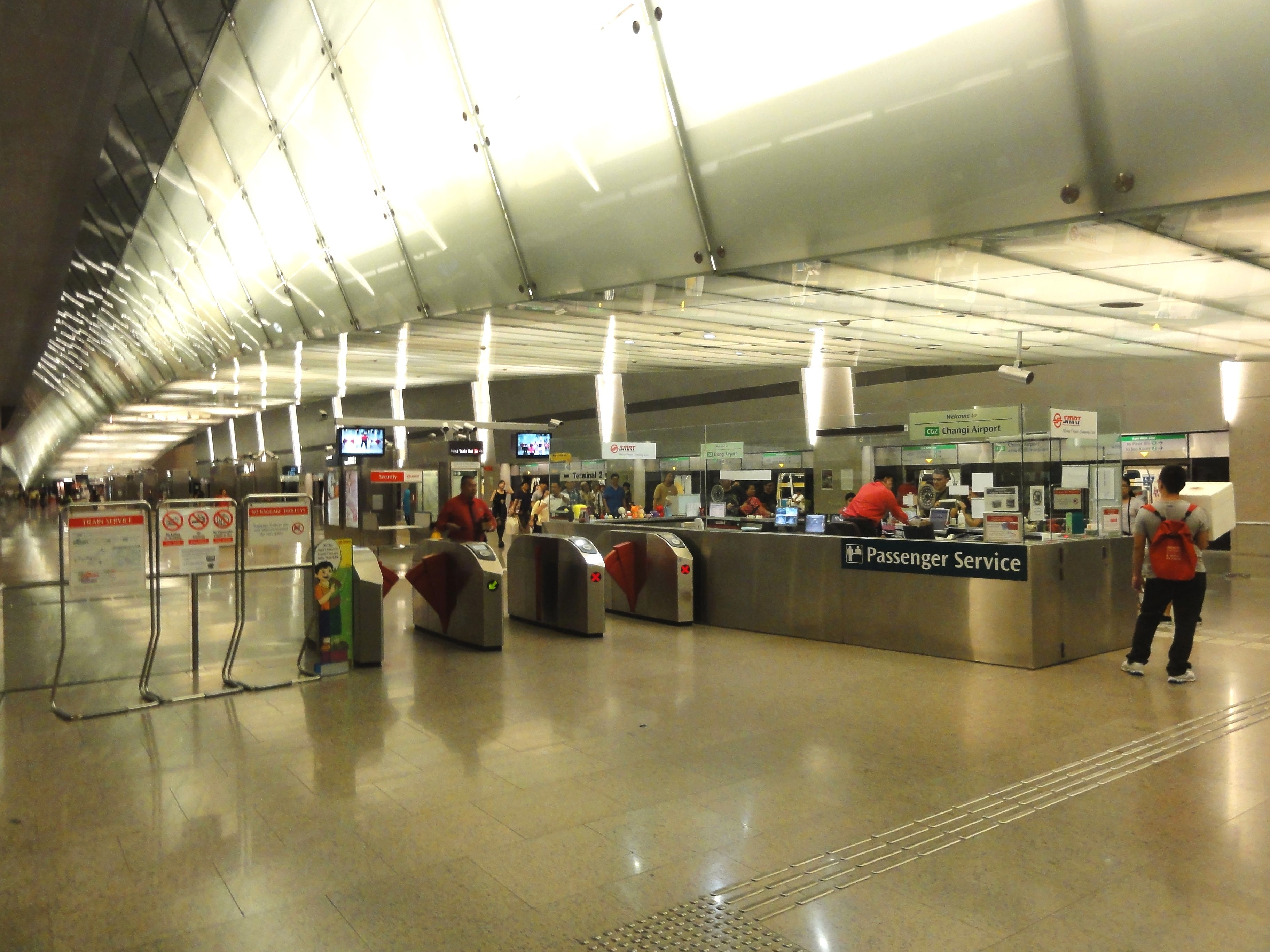
Informatiebalie bij ingang perron
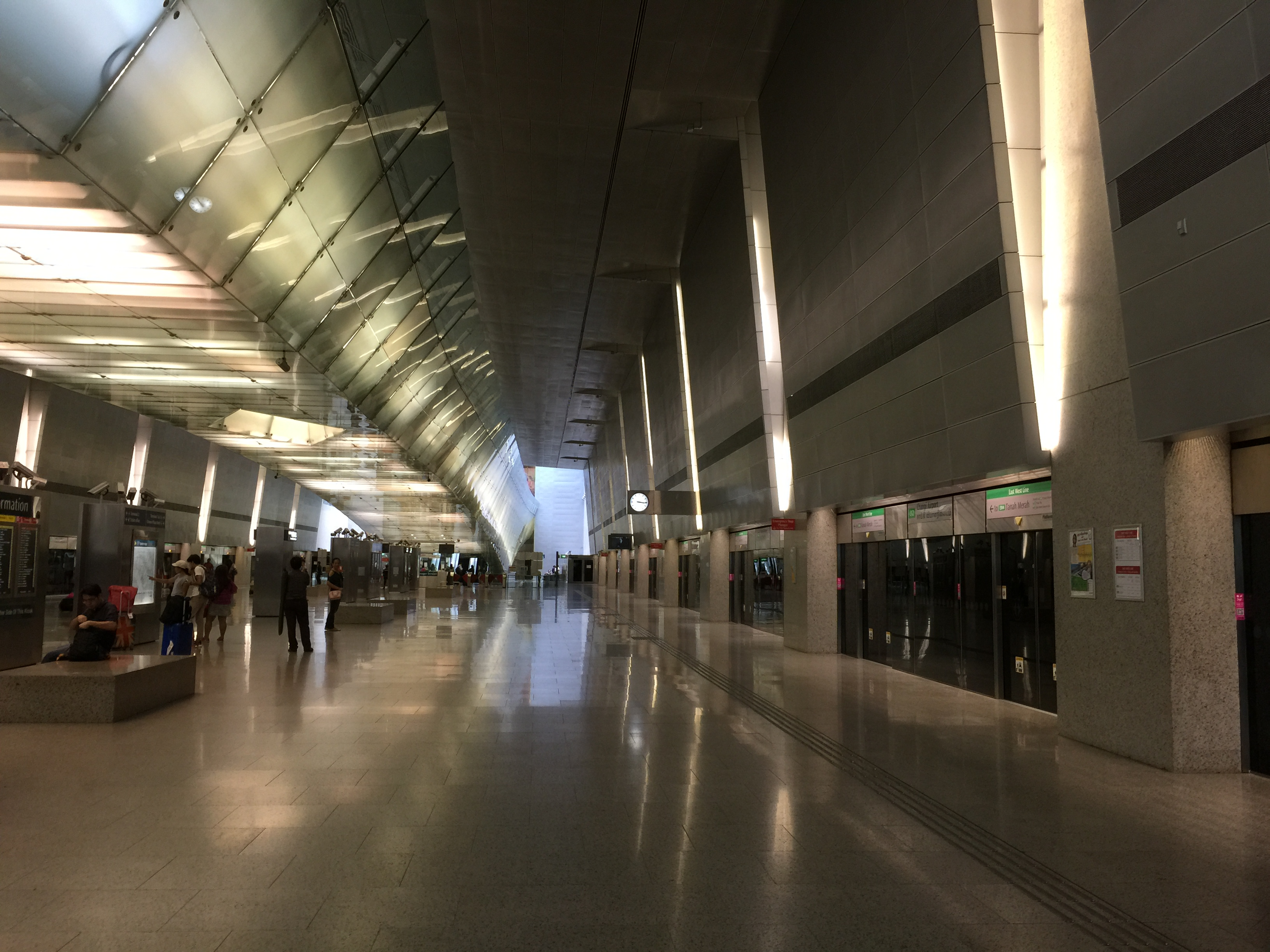
perron